# رمیش
رمیش (به لوکزامبورگی: Réimech) یک شهرداری در استان رمیش کشور لوکزامبورگ است که ۵٫۲۹ کیلومترمربع مساحت دارد و جمعیت آن در سال ۲۰۰۹ میلادی ۳۱۵۳ نفر بوده‌است.